# История Тального
История города Тального Черкасской области:

## Археология
На территории города и его окрестностей обнаружены остатки двух поселений трипольской культуры, трех — эпохи бронзы и трех черняховской культуры. Известны также захоронения скифского периода.

## XVII век
Во времена Золотой Орды на месте современного Тального существовало определенное поселение. В конце 16 века район позднейшего Тального был уходческим земянским владением Якима Черкасса. В начале 17 века эти земли были силой захвачены галицким каштеляном Юрием Струсом.
Первое упоминание о Тальном относится только к 1646 году. (примечание: К сожалению, на местном уровне официально утверждена полностью мистифицированная дата возникновения города — «1150 год». Апелляции краеведов к «доказательствам» существования «города» Кунила вв времена Киевской Руси не выдерживают критики — 1) извращается содержание летописной статьи и «заключения Голубовского» (которых до сих пор никто внимательно не читал), 2) слишком преувеличивается находка «кадильницы» (так, отчет самого В. Антоновича 1875 года в расчет не берется); 3) «исследователи» вообще не ознакомлены с литературой вопроса о Куниле, и — что самое главное, на месте Тального отсутствуют какие-либо остатки городских зданий XII века)
В 1648 — 1657 годах тальновцы участвуют в национально-освободительной войне под руководством гетмана Б. Хмельницкого. В 1649 году казаки городка входили в Романовскую сотню Уманского полка.
В документах 1664 оно упоминается во владении господина Вильги. 1664 упоминание о Тальном, во время восстания Д. Сулимки. Мошуровская сотня, возглавляемая Иваном Данченко, разбив отряд польского войска, завладела городом.
По Андусовскому сговору 1667 между Московским государством и Речью Посполитой, казацкий городок Тальное аннексирован Варшавой.

## XVIII век
В 1702 году в Тальном построен костёл святой Анны. После церковного собора в Замостье 1720 года на Тальневщине православные церкви снова переходят под юрисдикцию униатской Киевской митрополии.
С 1725 года Тальное и окрестные деревни переходят в собственность магната Ф. Потоцкого. В этом году началось строительство двухэтажного графского деревянного дома в швейцарском стиле.
В 1735 году в Тальном побывал отряд гайдамака, возглавляемый Саввой Чалым.
В мае 1738 гайдамаки совершили рейд на Тальное, отобрали у тальновских шляхтичей скот. В 1750 году тальновский дьяк Прокоп Савранский-Таран формирует отряд гайдамаков. Весной 1768 года в Тальном побывал отряд гайдамака во главе с Максимом Железняком. Отсюда он отправился на Умань.
После аннексии Правобережной Украины Москвой в 1793 году, Тальное с 1797 — городок Уманского уезда Киевской губернии. Оно оставалось собственностью Потоцких. Тогда там проживало 1287 жителей.

## XIX век
В 1795—1805 годах Станислав Потоцкий проводит прогрессивную в то время реформу — переводит тальновцев и крестьян всех своих владений на денежный налог с незначительным сохранением барщины. В эти годы крестьяне других помещиков бегут в Уманщину в С. В. Потоцкого.

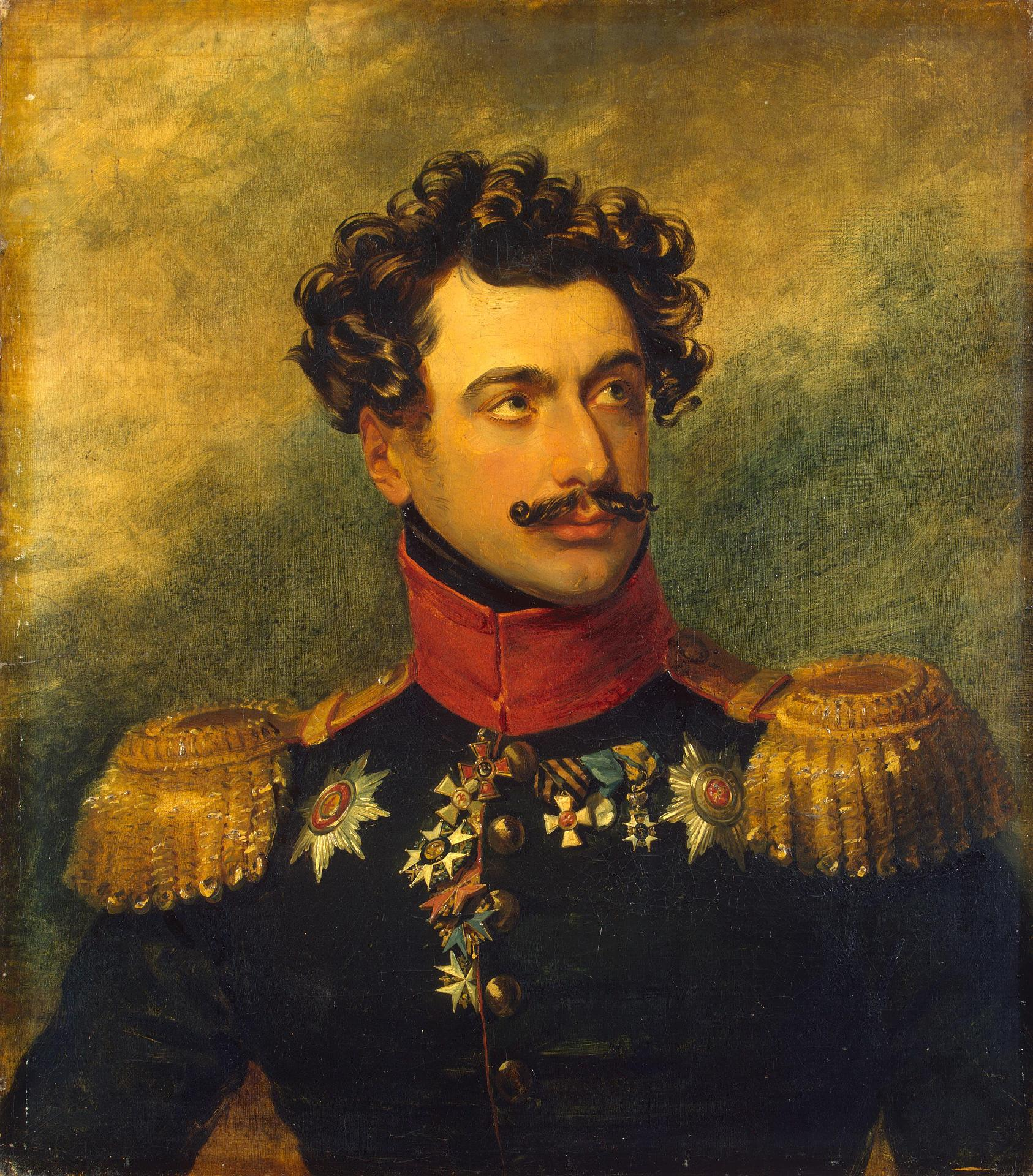
Лев Нарышкин

С 1823 года Тальное переходит в собственность Ольги Станиславовны Потоцкой, которая через год вступила в брак с генерал-майором графом Львом Александровичем Нарышкиным. По доверенности жены он стал фактическим хозяином города.
13 марта 1826 года, по окончательному распределению родительского наследия, графиня Ольга Нарышкина (урожденная Потоцкая) получила Тальновский ключ с 3 897 ревизионными душами и 3 897 000 золотых долга, три села Торгового ключа и одно из Буцкого — на обеспечение долгов. Братья должны были уплатить ей два миллиона золотых приданых.
С 1840 года в Тальном действует конный завод владелицы О. С. Нарышкиной, где выращивают арабских, английских, персидских и орловских пород лошадей.
В 1845 году Тальное Тарас Шевченко.
В 1846 году на средства графа Нарышкина в Тальном вместо старой деревянной церкви построена новая каменная Свято-Троицкая церковь и из такого же материала часовня в центре города. Граф Л. Нарышкин привез из Одессы для тальновской церкви древние иконы работы итальянских мастеров. В этом году перевезен из Умани в тальновскую церковь прах графини Софии Потоцкой. В этом же году умер в Неаполе владелец Тального генерал-лейтенант граф Л.В. О. Нарышкин. Его единственная дочь — София стала женой графа Петра Павловича Шувалова, который по поручению жены владеет поместьем. В то время на промышленных предприятиях в городе действовала только бумажная фабрика. В 1848 году граф Шувалов пригласил из Франции ученого и сахарного инженера-технолога Жана Буссю для организации сахарного завода в Тальном. 1849, на месте бывшей бумажной П. Шувалов поставил сахарный завод. Первым директором становится Ж. Буссю. Для его нужд 1853 вступил в действие кирпичный завод, впоследствии в городке был построен пивоваренный завод, две водяные мельницы, работало 11 кузниц. Также были православная церковь, костел, почтовая контора, постоялые дворы, ветчины, магазины и ресторан. Кроме земледелия получило развитие ткачество. Среди трудового люда Тального значительный процент составляли мелкие ремесленники-кустари: портные, сапожники, каменщики, маляры, художники. Часть населения занималась торговлей. В городке была небольшая больница, аптека. С 1854 года Шувалов заменяет тальновцам барщину денежным сбором (чиншем).
В 1854 году в Тальное из Василькова переезжает на постоянное жительство ученый, талмудист Давид Мотевич Тверской.
В октябре 1857 года в «Киевских губернских ведомостях» появился первый очерк «Местечко Тальное» написанный священником Антоновым.
В 1860 году в Тальном открыта церковно-приходская школа.
Осенью 1860 года саранча полностью уничтожила местные посевы.
По состоянию на 1861 года в городе было около 560 дворов с 5275 жителями. С 1866 года Тальное становится центром волости.
В 1878 году в Тальном открыто двухклассное министерское училище. Денежные средства на его содержание предоставляла графиня, муж которой П. П. Шувалов в следующем году стал почетным куратором училища.

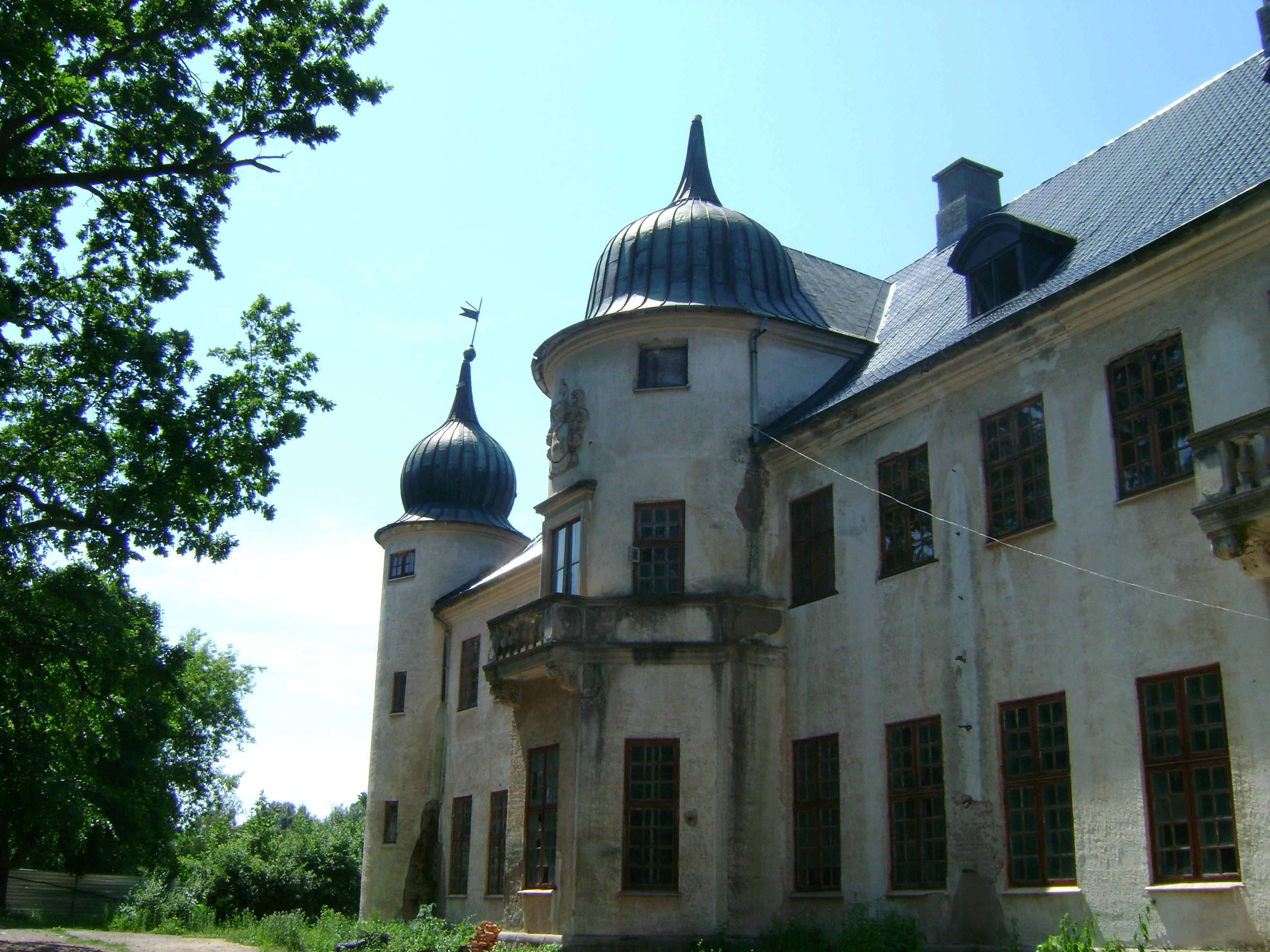
Дворец Шувалова

В 1891 году появляется железная дорога Христиновка — Цветково. В версте от центра города открыта железнодорожная станция «Тальное». В том же году, идя пешком из Звенигородки в Умань, в Тальном побывал русский писатель Максим Горький.
В 1893 году началось строительство охотничьего дворца графа Шувалова в стиле французского Ренессанса, которое было завершено в 1903 году.

## XX век
1 июля 1908 года в городе открылся первый класс четырехклассного министерского училища. В 1912 году уже работали четыре класса.

### СуткиУНР
В 1917 году город признал власть УНР. В марте 1918 года город занят союзническими Украиной австро-германскими войсками. С декабря 1918 г. город вновь в составе УНР — под властью Директории. 7 марта 1919 года город захватили отряды 2-й Украинской дивизии Красной армии, но в сентябре того же года они были выбиты армией генерала Деникина. В середине января 1920 года городом вновь завладели большевистские войска 44-й дивизии 12-й армии.

### Первое присутствие коммунистов
Несмотря на большевистские разбои, в мае 1920 г. в городке открыта больница на 45 копеек, где работали два врача и 12 человек другого персонала. Осенью 1921 года в городе открыта вторая школа.
Весной 1921 года для обеспечения Тальневского и Майданецкого сахарных заводов свекольными семенами организован Тальновский совхоз, которому выделено 40 десятин земли. 7 ноября 1922 года в городе была создана сельскохозяйственная артель «Улей и пчела» (с 1929 года «Достояние Октября»). Разместилась она на восточной окраине Тального, где когда-то была барская экономия.
В апреле 1923 года коммунисты провели административную реформу оккупированных территорий УНР. Создали Тальновский район. Тальное — районный центр.
7 сентября 1924 года начала действовать поликлиника для рабочих промышленных предприятий Тального и жителей окрестных сел.
С 1926 года Тальное — поселок городского типа, где проживало 10 652 человек (в том числе 57,8 % украинцев, 39,1 % евреев). В это время также произошли значительные изменения в промышленном развитии города. Была подведена железнодорожная ветка от станции Тального до Тальневского сахарного завода. Прокладываются дополнительные ветви к элеватору, нефтебазе, государственной мельнице. 7 сентября 1930 года в Тальном на базе сельскохозяйственной школы был основан техникум технических культур.

### Голодомор
В начале принудительной коллективизации сельского хозяйства в Тальном организовано еще 4 колхоза: имени В. П. Чкалова, имени С. М. Буденного, «Лан» и «Красный партизан». Тогда же власти прибегли к террору голодом, от которого погибли более 2,000 человек. Протесты против варварского уничтожения детей и женщин поступали даже местных коммунистов.
В 1938 году Тальное отнесено к категории городов районного подчинения.
При колхозе «Достояние Октября» открылась начальная школа для детей колхозников. Годом позже вступила в действие первая очередь колхозной гидроэлектростанции на реке Горном Тикиче.

### Немецкое присутствие
Немецкая оккупация продолжалась с 1941 по 1944 год. За это время были фактически уничтожены все евреи города, которые не успели эвакуироваться (более 1000)

### Второе коммунистическое присутствие
Весной 1950 года произошло укрупнение колхозов Тального. «Достижение Октября» объединилось с хозяйством «Лан», три других колхоза («Красный партизан», имени С. М. Буденного и имени В. П. Чкалова) образовали колхоз имени В. П. Чкалова. За хозяйствами закрепили 3 860,4 га сельскохозяйственных угодий, в том числе 3 593,8 га пахотной земли. Хозяйства занимались выращиванием зерновых и технических культур, было развито животноводство.
За 1960 — 1970-е годы в районе железнодорожной станции вырос комбинат хлебопродуктов, объединявший кукурузо-калибровочный и комбикормовый заводы и элеватор. 2,5 тысячи рабочих. Тогда же, в центре города, было сооружено помещение районного дома культуры на 600 мест. Работало 26 магазинов, 7 столовых, лаборатория, санэпидемстанция, санлаборатория и аптека. На предприятиях сахарокомбината, молококонсервного комбината, щебеночного завода и райобъединения «Сельхозтехники» созданы оздоровительные пункты. Осенью того же года в Тальном открыта музыкальная школу.

### РаспадСССР
В Тальном продолжалась деградация экономики города и после распада СССР: свергнутые и разобранные предприятия, на которых работало 12400 человек. Массовый выезд на заработки в другие страны.
4 июля 2009 года в городе открыт новый храм, названный в честь православных Святых Первоверховных апостолов Петра и Павла.